# Tillandsia fawcettii
Tillandsia fawcettii är en gräsväxtart som beskrevs av Carl Christian Mez. Tillandsia fawcettii ingår i släktet Tillandsia och familjen Bromeliaceae. Inga underarter finns listade i Catalogue of Life.